# Didiereaceae
Die Didiereaceae ist eine Familie in der Ordnung der Nelkenartigen (Caryophyllales) innerhalb der Bedecktsamigen Pflanzen. Während die Familie im alten Umfang mit vier Gattungen nur auf Madagaskar vorkommt, sind die neu hinzugekommenen drei Gattungen im Südlichen Afrika und in Ostafrika verbreitet. Wenige Arten werden als Zierpflanzen verwendet.

## Beschreibung

### Vegetative Merkmale
Sie bilden sukkulente, dickstämmige Sträucher oder Bäume mit oft kakteenartiger Wuchsform, manchmal mit einem Jugendstadium mit wuchernden, niederliegenden Zweigen, bevor ein dominanter Stamm ausgebildet wird. Die Zweige sind zunächst Langtriebe, in deren Blattachseln sich Kurztriebe entwickeln. Die Blätter erscheinen zusammen mit kegeligen bis nadeligen Dornen aus Areolen, die manchmal auf spiralig angeordneten Warzen stehen. Portulacarioideae sind nicht bewehrt. Die Blätter der Langtriebe sind meist klein und hinfällig, die kreuzgegenständig stehenden Blätter der Kurztriebe halten eine Vegetationsperiode. Da auch die Zweige grün sind, können die Pflanzen selbst im blattlosen Zustand Photosynthese betreiben (alle Arten mit CAM-Mechanismus).

### Generative Merkmale
Die aus den Areolen gebildeten Blütenstände verzweigen gegabelt oder doldenartig. Calyptrotheca und Portulacaria besitzen nur zwittrige Blüten, Decarya besitzt weibliche und zwittrige Blüten. Bei allen anderen Gattungen sind die Blüten eingeschlechtig und die Arten zweihäusig getrenntgeschlechtig (diözisch), bei Decarya weiblich-zweihäusig. Die relativ kleinen Blüten besitzen ein doppeltes Perianth. Die nur zwei Kelchblätter sind frei und häufig ungleich. Die bei Didiereoideae vier, bei den anderen Unterfamilien fünf Kronblätter sind meist frei oder bei Portulacaria verwachsen. Die männlichen Blüten enthalten bei Didiereoideae zwei Kreise mit je vier oder fünf, bei Ceraria einen Kreis mit fünf freien Staubblättern, bei Portulacaria meist vier bis sieben, selten bis zu zehn mit der Blütenhülle verwachsene Staubblätter, bei Calyptrotheca viele freie Staubblätter und ein Rudiment des Fruchtknotens. In den weiblichen Blüten sind meist drei selten zwei oder vier Fruchtblätter zu einem oberständigen, einkammerigen Fruchtknoten verwachsen mit einem langen Griffel, der in meist drei-, selten zwei- oder vierlappigen Narben endet.
Die trockene und mehr oder weniger dreikantige Kapselfrucht wird von dem ausdauernden Paar Kelchblätter umhüllt und enthält nur einen Samen.
Die Chromosomenzahlen betragen bei den Didiereoideae 2n = 48, 192, 240, bei den Calyptrothecoideae sind sie nicht bekannt und bei den Portulacarioideae 2n = 44, 48, 72.

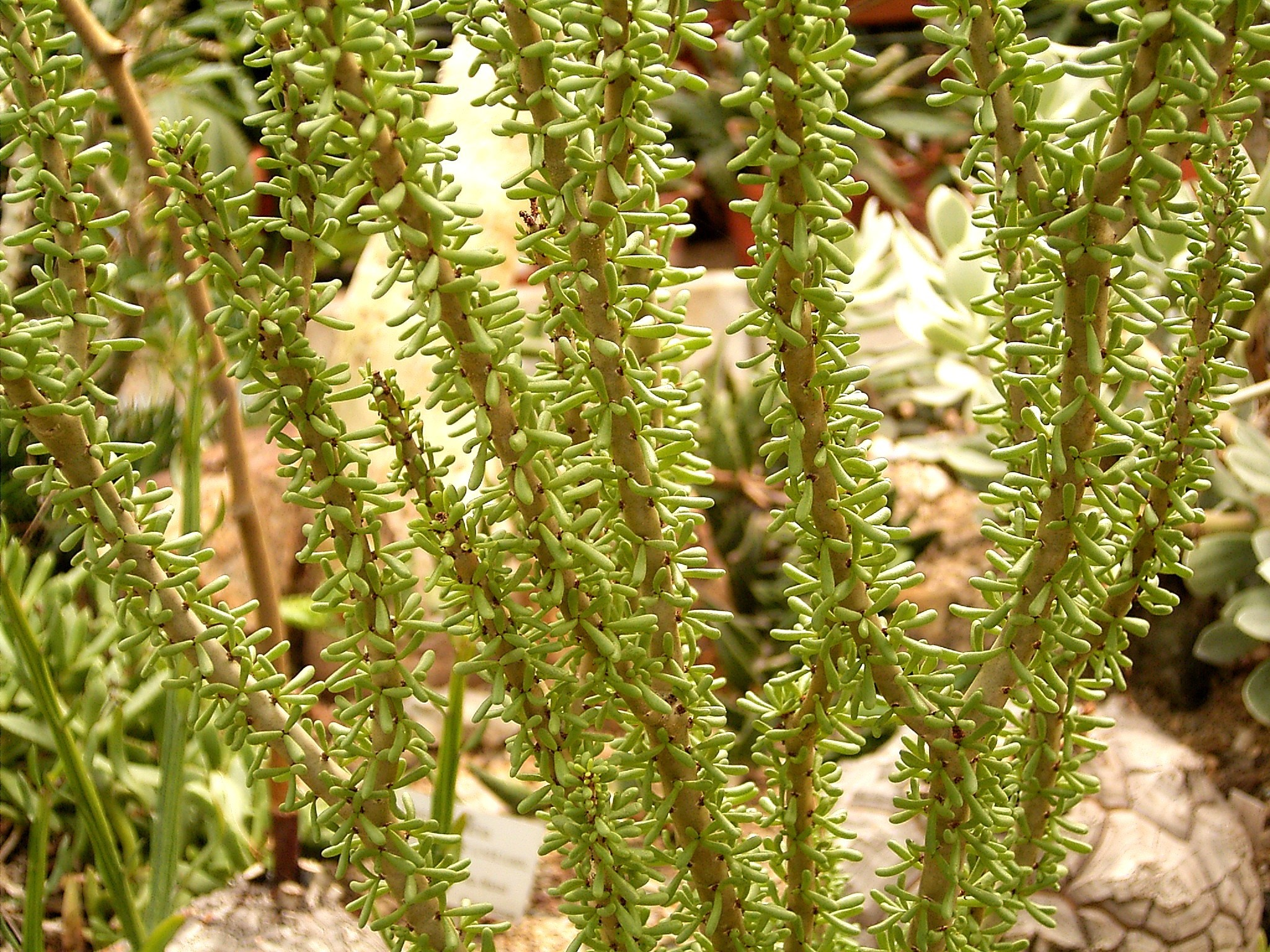
Unterfamilie Portulacarioideae: Ceraria namaquensis

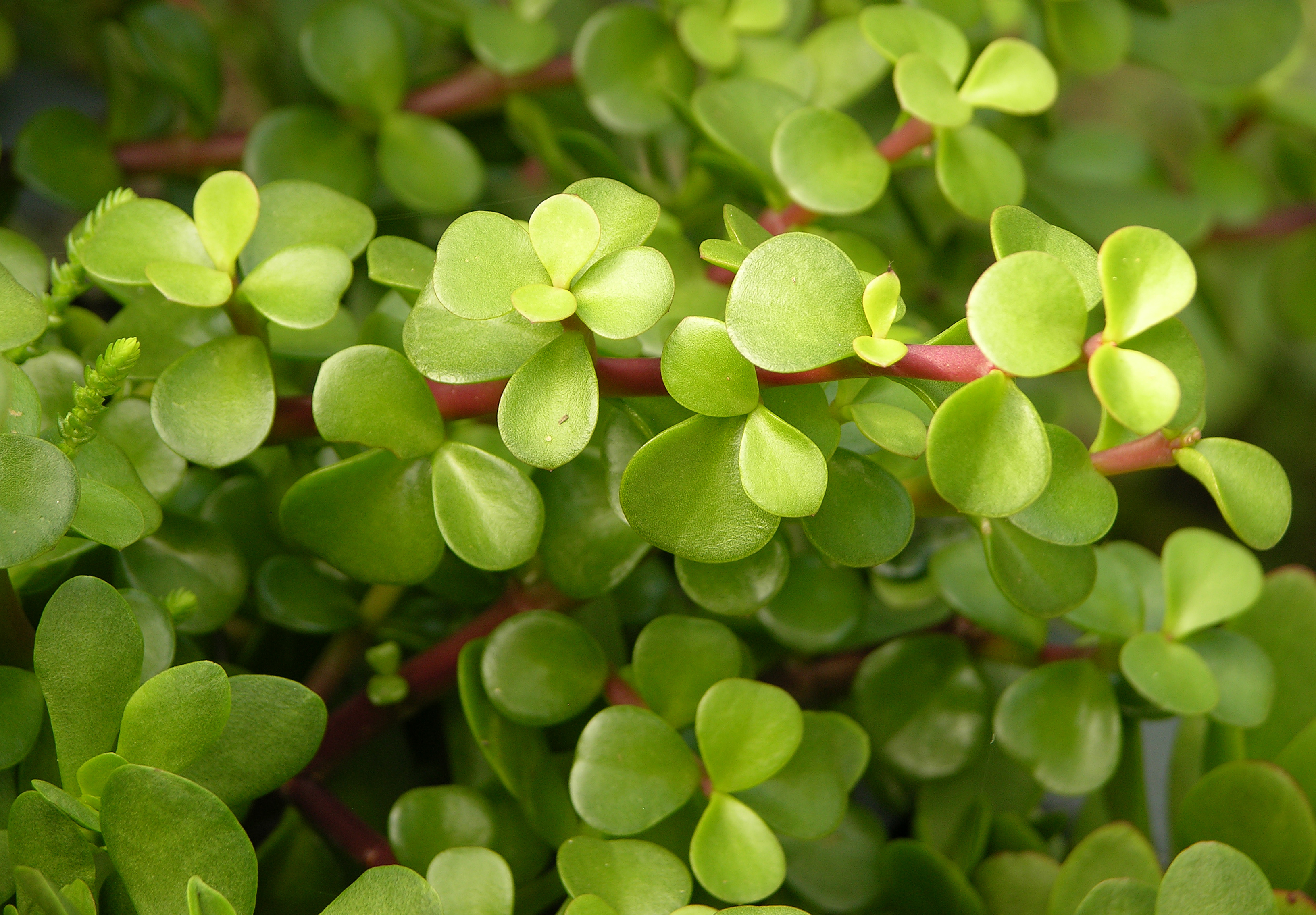
Unterfamilie Portulacarioideae: Portulacaria afra ‘Red Stem’

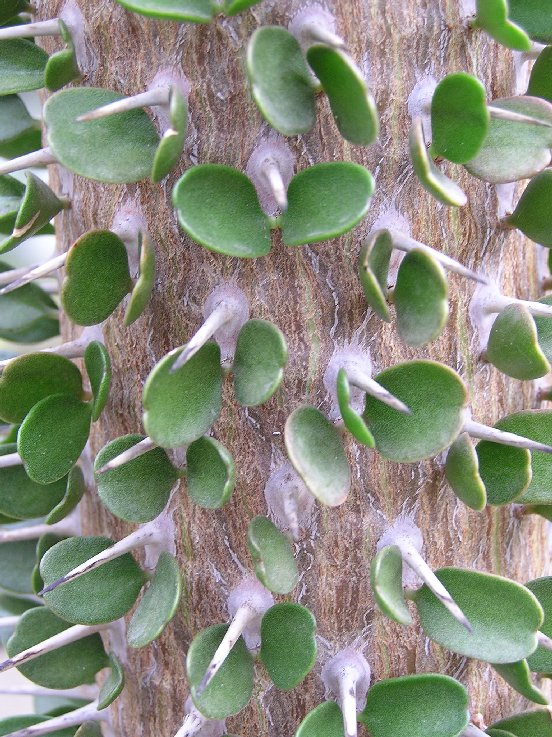
Unterfamilie Didiereoideae: Alluaudia ascendens

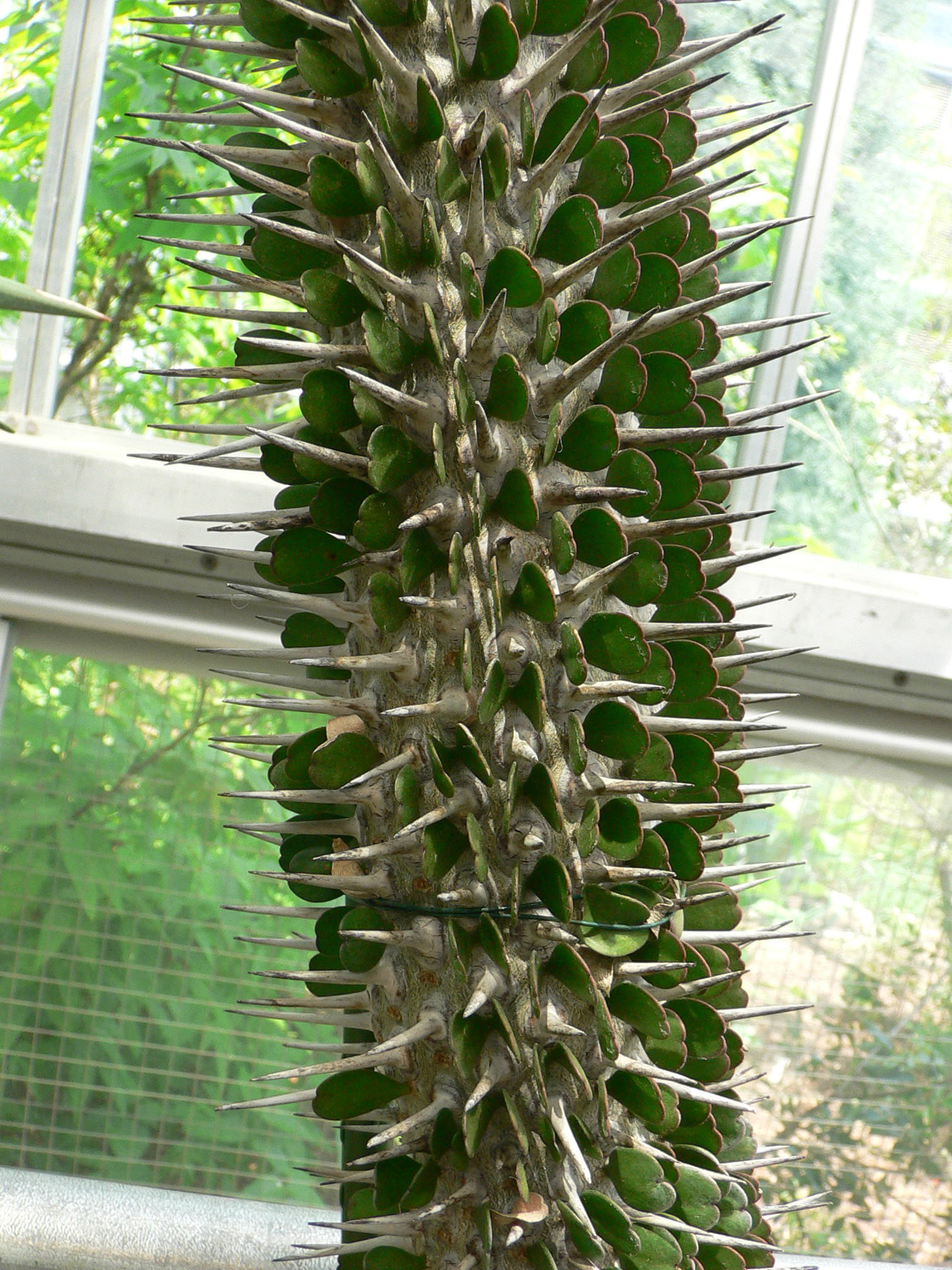
Unterfamilie Didiereoideae: Alluaudia montagnacii

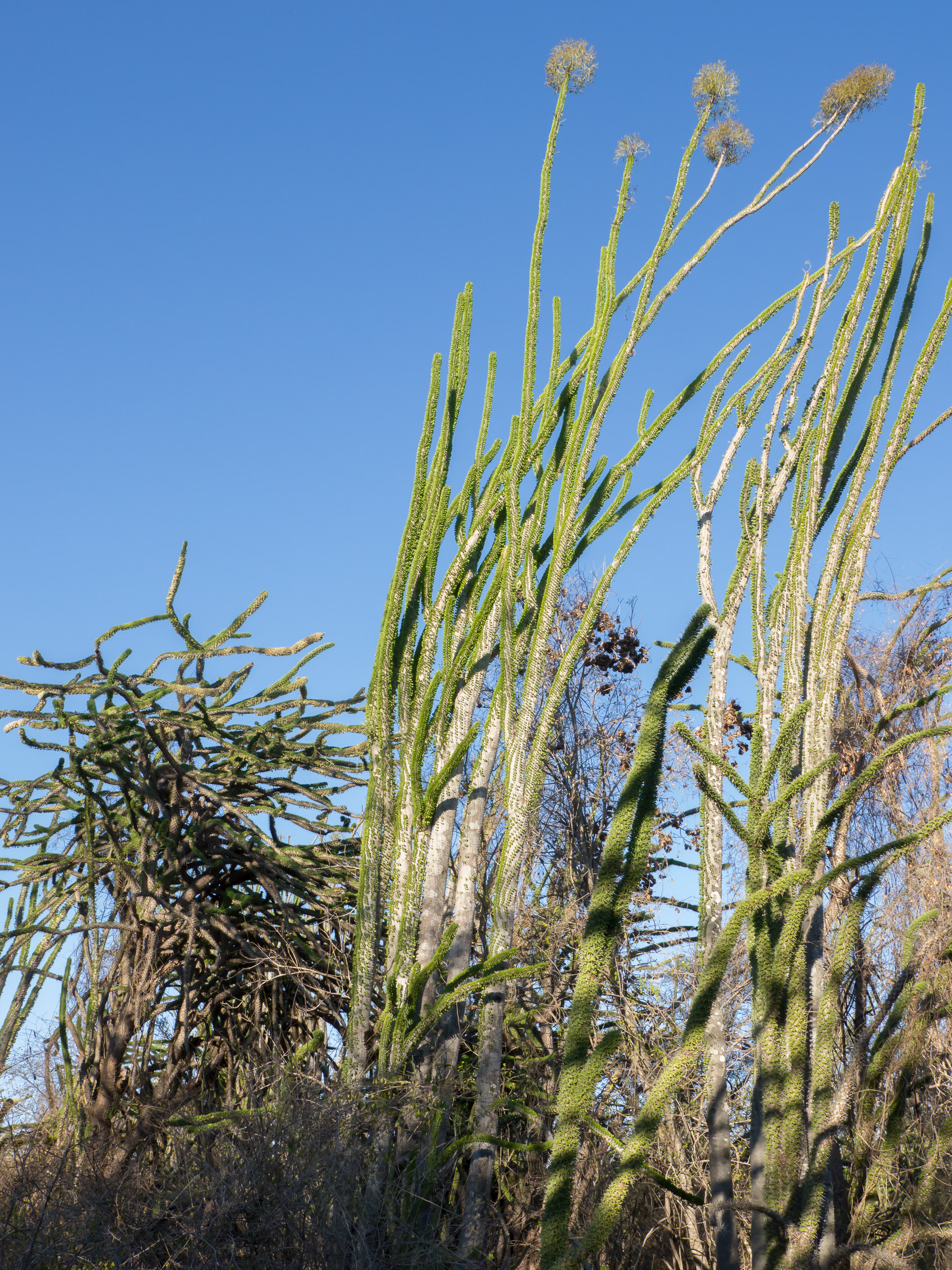
Unterfamilie Didiereoideae: Blühende Didierea trollii (links, Blüten dicht gedrängt zwischen den Blättern und Dornen) und Alluaudia ascendens (rechts, lockere Blütenstände an den Spitzen der Stämme) auf Madagaskar.

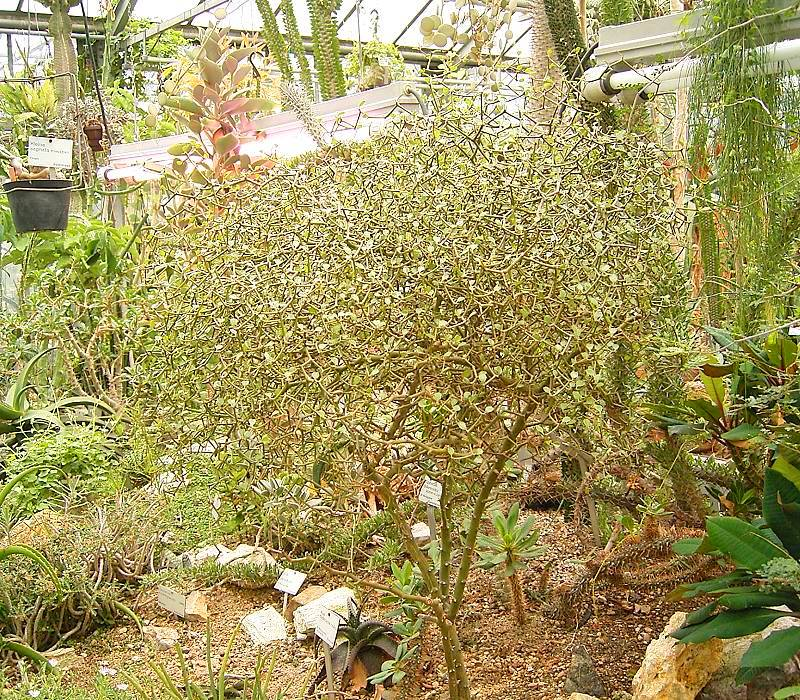
Unterfamilie Didiereoideae: Decarya madagascariensis

## Systematik und Verbreitung
Nur die Unterfamilie Didieroideae, nicht die Familie der Didiereaceae, kommt nur in Madagaskar vor und ihre Arten gedeihen in saisonal sehr trockenen Dornwäldern im Süden und Südwesten der Insel. Die drei anderen Gattungen sind im Südlichen Afrika und in Ostafrika beheimatet.

### Äußere Systematik
Es stellte sich durch molekulargenetische Untersuchungen heraus, dass die Portulacaceae paraphyletisch waren und in einer gemeinsamen Klade mit den Didiereaceae s. str. standen und gemeinsam eine monophyletische Familie ergeben. Innerhalb der Ordnung der Caryophyllales stehen die Didiereaceae den Halophytaceae, Basellaceae, Montiaceae und der Klade aus Talinaceae, Portulacaceae, Anacampserotaceae und Cactaceae nahe.
Relativ nahe verwandt sind die Didiereaceae mit den Kakteengewächsen (Cactaceae). Mit diesen teilen sich die Didiereaceae die Besonderheit, Areolen zu besitzen. Deshalb werden die Didiereaceae manchmal auch die „Kakteen der Alten Welt“ genannt. Pflanzen der Didiereaceae können auch auf Pflanzen der eher ursprünglichen Kakteengattungen Pereskia und Pereskiopsis gepfropft werden.
Ebenfalls nahe verwandt sind die Portulakgewächse (Portulacaceae). Nach den Forschungsergebnissen von Wendy L. Applequist und Robert S. Wallace 2001, 2003 wurde wegen der besonders nahen Verwandtschaft der afrikanischen Gattungen Calyptrotheca, Ceraria und Portulacaria vorgeschlagen, diese zu den Didiereaceae zu zählen.

### Innere Systematik
Die gültige Erstveröffentlichung des Familiennamens Didiereaceae erfolgte 1896 durch Ludwig Adolph Timotheus Radlkofer in Die Natürlichen Pflanzenfamilien, 3, 5, S. 462; die Veröffentlichung von Emmanuel Drake del Castillo in Bull. Mus. Hist. Nat. (Paris), 9, 36 erfolgte erst 1903. Die Typusgattung ist Didierea Baill.
Früher bestand die Familie aus vier Gattungen mit insgesamt elf Arten.
Seit 2003 wird die Familie in drei Unterfamilien unterteilt und enthält etwa sieben Gattungen mit etwa 15 Arten (Stand 2010):
- Unterfamilie Calyptrothecoideae Appleq. & R.S.Wallace: Sie enthält nur eine Gattung:
  - Calyptrotheca Gilg: Die etwa zwei Arten sind im tropischen Ostafrika verbreitet:
    - Calyptrotheca somalensis Gilg: Sie ist vom südlichen Äthiopien über das südliche Somalia bis zum nördlichen Kenia verbreitet.[5]
    - Calyptrotheca taitensis (Pax & Vatke) Brenan: Sie ist von Somalia über Kenia bis Tansania verbreitet.[5]
- Unterfamilie Portulacarioideae Appleq. & R.S.Wallace: Es gibt zwei Gattungen im südlichen Afrika:
  - Ceraria Pearson & Stephens: Die etwa sechs Arten sind in Namibia und Südafrika verbreitet. Sie werden aber von manchen Autoren zu Portulacaria gestellt.[5]
  - Portulacaria Jacq.: Die zwei bis sieben Arten sind im südlichen Afrika verbreitet.[5]
- Unterfamilie Didiereoideae Appleq. & R.S.Wallace: Die vier Gattungen kommen nur auf Madagaskar vor:[6]
  - Alluaudia (Drake) Drake: Die etwa sechs Arten kommen nur im südlichen bis südwestlichen Madagaskar vor.[6][5]
  - Alluaudiopsis Humbert & Choux: Es gibt zwei Arten:[6]
    - Alluaudiopsis fiherenensis Humbert & Choux: Sie kommt auf Madagaskar nur in der Provinz Toliara vor.[6]
    - Alluaudiopsis marnieriana Rauh: Sie kommt auf Madagaskar nur in der Provinz Toliara vor.[6]

  - Decarya Choux: Sie enthält nur eine Art:[6]
    - Decarya madagascariensis Choux: Sie kommt auf Madagaskar nur in der Provinz Toliara vor.[6]

  - Didierea Baill.: Die etwa zwei Arten kommen nur in Madagaskar vor.[6]

## Nutzung
Einige Arten werden als Zierpflanzen gepflegt. Die häufigste Vertreterin in Sammlungen sukkulenter Pflanzen ist der Speckbaum (Portulacaria afra), viel seltener vertreten ist Alluaudia procera.